# Hutchinson (Kansas)
Hutchinson és una població dels Estats Units a l'estat de Kansas.

## Demografia
Segons el cens dels Estats Units del 2000 tenia 40.787 habitants., 16.335 habitatges, i 10.340 famílies. La densitat de població era de 746 habitants/km².
Dels 16.335 habitatges en un 28,9% hi vivien nens de menys de 18 anys, en un 49,3% hi vivien parelles casades, en un 10,3% dones solteres, i en un 36,7% no eren unitats familiars. En el 31,7% dels habitatges hi vivien persones soles el 13,5% de les quals corresponia a persones de 65 anys o més que vivien soles. El nombre mitjà de persones vivint en cada habitatge era de 2,31 i el nombre mitjà de persones que vivien en cada família era de 2,91.
Per edats la població es repartia de la següent manera: un 23,2% tenia menys de 18 anys, un 11% entre 18 i 24, un 27,8% entre 25 i 44, un 21,2% de 45 a 60 i un 16,9% 65 anys o més.
L'edat mediana era de 37 anys. Per cada 100 dones de 18 o més anys hi havia 100,5 homes.
La renda mediana per habitatge era de 32.645 $ i la renda mediana per família de 40.094 $. Els homes tenien una renda mediana de 30.994 $ mentre que les dones 21.190 $. La renda per capita de la població era de 17.964 $. Entorn del 9,8% de les famílies i el 12,7% de la població estaven per davall del llindar de pobresa.

## Poblacions properes
El següent diagrama mostra les poblacions més properes.